# Puchar Polski (województwo podkarpackie) w piłce nożnej mężczyzn (2022/2023)
W sezonie 2022/2023 Puchar Polski na szczeblu województwa podkarpackiego składał się z dwóch rund, z udziałem zwycięzców pucharów okręgowych: 
- Sokół Sieniawa (OPP Jarosław 2022/2023[1])
- Cosmos Nowotaniec (OPP Krosno 2022/2023[2])
- Stal Łańcut (OPP Rzeszów-Dębica 2022/2023[3])
- Stali Stalowa Wola (OPP Stalowa Wola 2022/2023[4])

Rozgrywki wyłoniły zwycięzcę wojewódzkiego Pucharu Polski i uczestnika na szczeblu centralnym Pucharu Polski w sezonie 2023/2024.
Puchar obroniła Stal Stalowa Wola.

## 1/2 finału
| 31 maja 2023 | Stal Łańcut                      | 2:3   | Sokół Sieniawa                                              |                         |
| 18:00        | 67' Patryk Róg · 90' Oskar Majda | (0:1) | 16' Mateusz Sowiński · 55' Igor Tarała · 68' Mateusz Gdowik | Stadion Miejski, Łańcut |

| 31 maja 2023 | Cosmos Nowotaniec | 0:1   | Stal Stalowa Wola |                     |
| 17:00        |                   | (0:0) | 85' Sławomir Duda | Stadion, Nowotaniec |

## Finał
| 7 czerwca 2023 | Stal Stalowa Wola        | 1:0   | Sokół Sieniawa |                                                 |
| 17:00          | 56' Mariusz Szuszkiewicz | (0:0) |                | Podkarpackie Centrum Piłki Nożnej, Stalowa Wola |